# Bataille de Saint-Louis
Guerre d'indépendance des États-Unis
Batailles
La bataille de Saint-Louis (en espagnol  San Luis, également connu sous le nom de la  bataille du Fort San Carlos) a été un échec militaire britannique lors d'une attaque menée sur Saint-Louis dans la Haute-Louisiane sous domination de la Louisiane espagnole le 26 mai 1780 pendant la guerre d'indépendance des États-Unis. 

## Contexte géopolitique

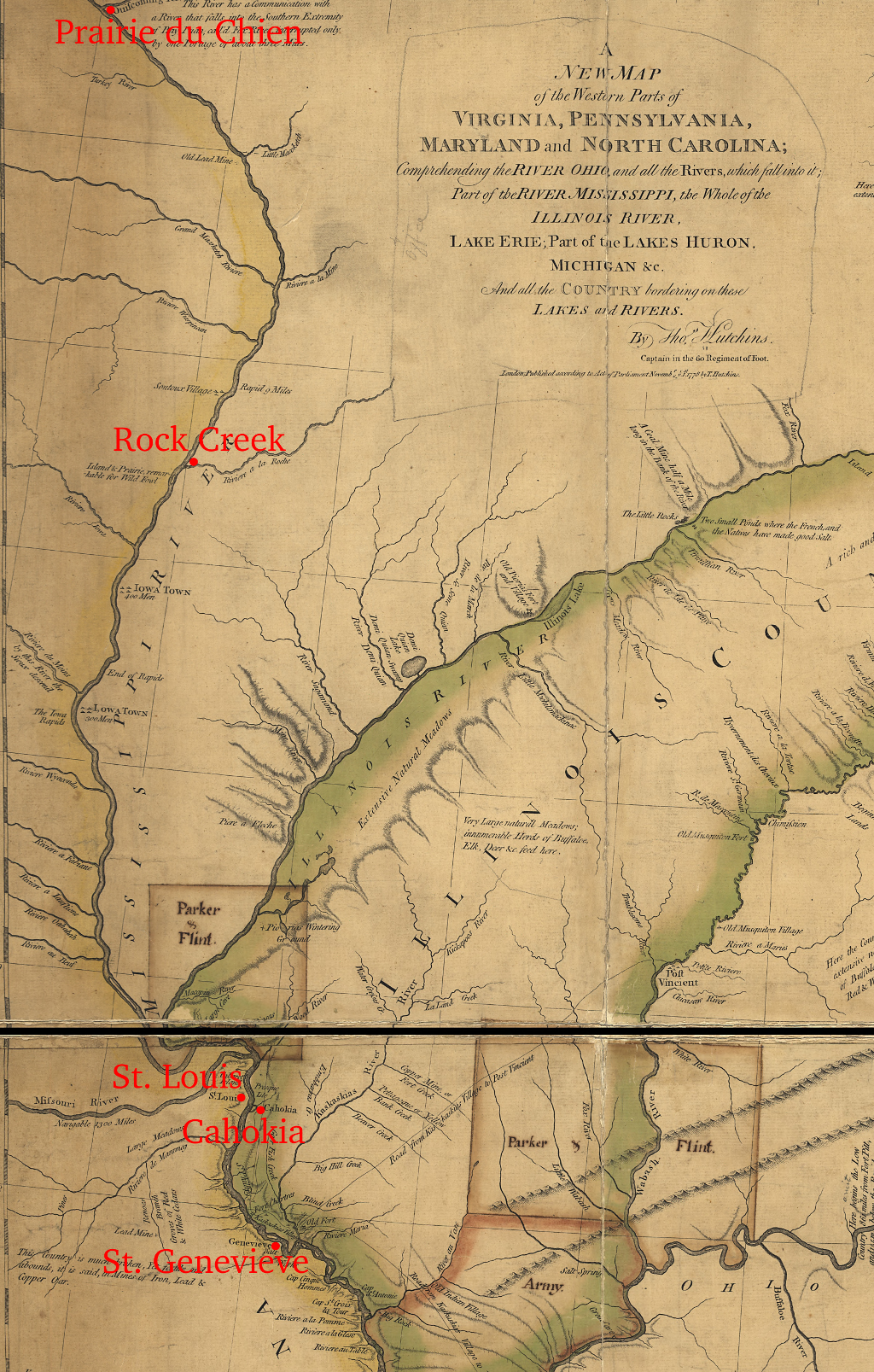
Une carte de 1778 de la région de la Haute-Louisiane.

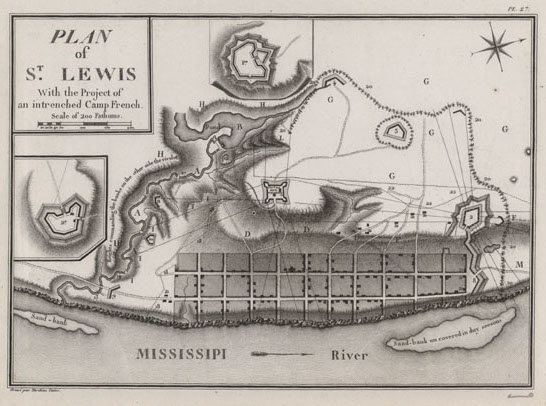
Plan de la ville de Saint-Louis en 1790.

À la suite de l'entrée en guerre de l'Espagne en 1779, le gouvernement britannique voulait s'assurer le contrôle du Mississippi contre les Espagnols et les activités des patriotes américains. Leurs plans incluaient des expéditions depuis la Floride occidentale contre la Nouvelle-Orléans pour prendre les autres postes espagnols en amont du fleuve, dont la ville de Saint-Louis. L'expédition de Floride-occidentale n'eut jamais lieu, le gouverneur de la Louisiane espagnole, Bernardo de Gálvez, ayant déplacé rapidement ses troupes et pris le contrôle des postes d'observation britanniques en aval du Mississippi, menaçant ainsi les avant-postes principaux des Britanniques à Mobile et Pensacola.

## La bataille
Une armée composée principalement d'Amérindiens et de miliciens  et dirigée par un ancien commandant britannique attaque la colonie, défendue par une troupe composée en grande partie de miliciens et colons français sous les ordres du capitaine Fernando de Leyba, gouverneur de Haute-Louisiane. Celui-ci avait fait fortifier la ville, mais il ne dispose que de 29 soldats de l'armée espagnole en plus des colons. Cependant, Fernando de Leyba fait appel à François Vallé, un habitant français de 64 ans, ancien capitaine de la milice française, situé à 60 milles au sud du fort sur le site de las minas coloniales francesas de Valles. François Vallé a envoyé ses deux fils et 151 miliciens français bien formés et équipés et a donc fait pencher la balance en faveur des défenseurs. 
Par décret royal du 1er avril 1782, le roi Carlos III d'Espagne confère à François Vallé le titre de lieutenant dans l'armée espagnole régulière. Saint-Louis résiste à l'attaque mais la victoire est néanmoins tragique, car les colons français perdirent plus d'une cinquantaine d'hommes.
Une seconde attaque simultanée sur l'avant-poste de Cahokia fut également repoussée. Les Indiens qui se replièrent détruisirent les récoltes et firent prisonniers des civils et des esclaves en dehors de la zone protégée. L'échec britannique mit fin à leur tentative de prendre le contrôle du Mississippi.

## Conséquences
En 1781, lieutenant-gouverneur de la Haute-Louisiane, François Cruzat, envoya une troupe de quelque 140 soldats espagnols, louisianais et amérindiens sous les ordres du capitaine Eugène Pourré pour capturer le fort Saint-Joseph. Le fort fut pris et pillé le 12 février 1781. Eugène Pourré fit lever le drapeau de l'Espagne et prit le contrôle du fort pour le roi d'Espagne et pour la Louisiane espagnole. Le pouvoir espagnol envoya Eugène Pourré engager des négociations lors des discussions de paix entre les insurgés américains et les Britanniques pour rattacher le territoire autour du fort Saint-Joseph à la Louisiane espagnole. Mais les négociations n'aboutirent pas.